# Bruidegomseik

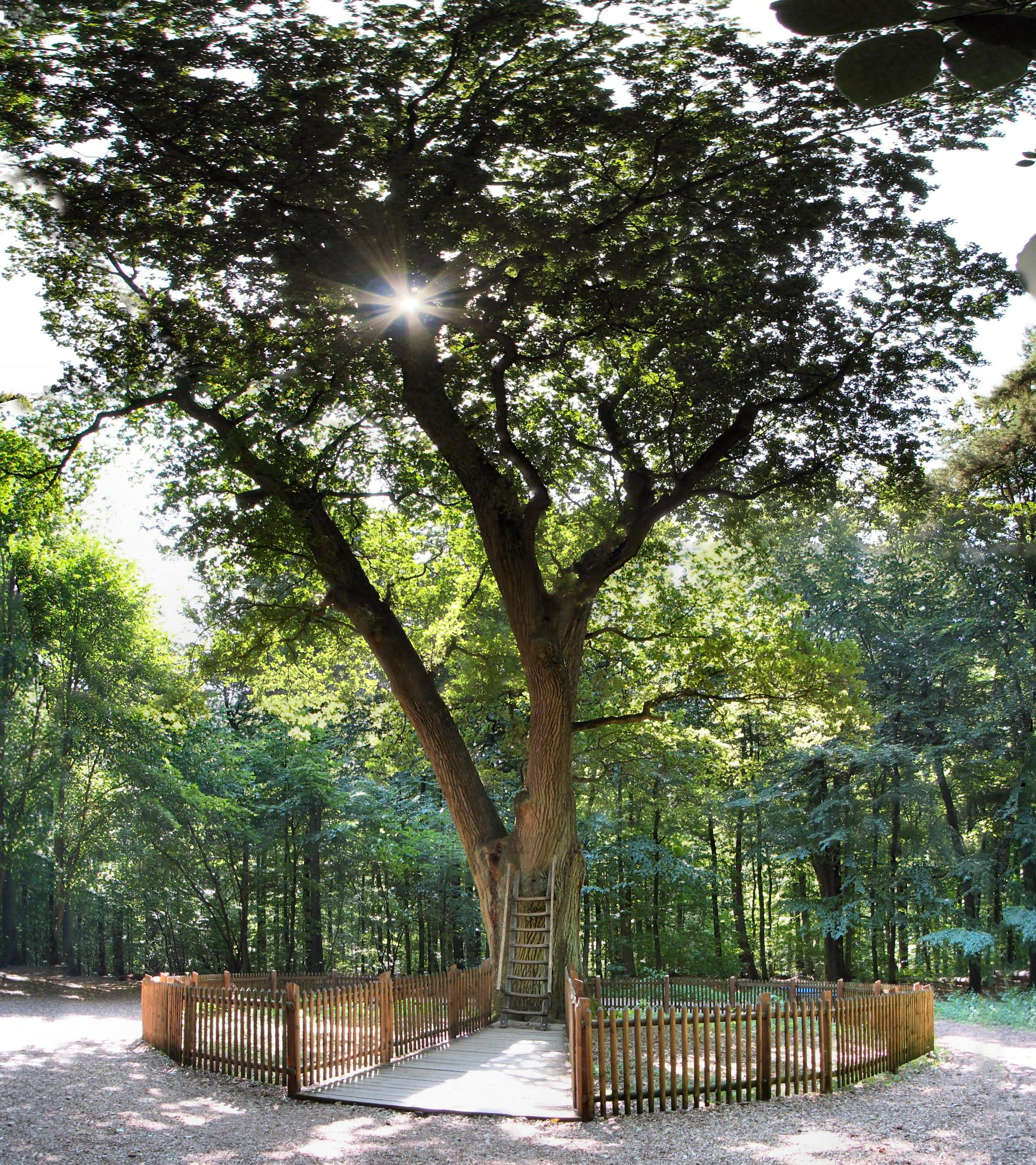
De bruidegomseik

De Bruidegomseik (Duits: Bräutigamseiche) is een eikenboom in de gemeente Eutin in de Duitse deelstaat Sleeswijk-Holstein. De boom is de eerste boom met een eigen postadres. De eik heeft een zogeheten dode brievenbus. Een soort brievenbus die gebruikt werd voor het doorgegeven van geheime berichten.

## Kenmerken
De eikenboom is meer dan 500 jaar oud en heeft een omtrek van 5 meter. De boom is 25 meter hoog, 30 meter inclusief kroon. De ruimte rondom de boom wordt afgeschermd met een houten hek, de brievenbus is echter wel bereikbaar.

## Legende
Er is een legende over de boom. Volgens de legende was een Keltische prins vastgebonden aan een boom in het bos waar de eik staat. De prins werd bevrijd door een christelijk meisje. Als dank voor het bevrijden plantte de prins de eik. Deskundigen zijn van mening dat deze legende is bedacht door christelijke missionarissen om het heidense geloof in eiken te herinterpreteren bij de mensen. De kerk viert tot op de dag van vandaag nog steeds een dienst bij de eik op 2e pinksterdag. Er is een bepaald bijgeloof over de boom: Als een meisje bij maanlicht geruisloos en zonder lachen drie keer rond de boom loopt en denkt aan haar minnaar, dan zal ze binnen een jaar trouwen.
De boom dankt zijn naam aan een huwelijk dat onder deze boom is voltrokken op 2 juni 1891. Vrouwe Ohrt (dochter van de boswachter van het bos waar de eik staat) trouwde hier met Heer Schütte-Felsche, een chocolatier. De vader van de bruid was aanvankelijk tegen het huwelijk en verbood de twee om contact te hebben. De twee legden stiekem liefdesbrieven in de holte van de boom. Nadat de boswachter inzag dat hij niets tegen de relatie kon doen, gaf hij zijn toestemming.

## Locatie en postadres

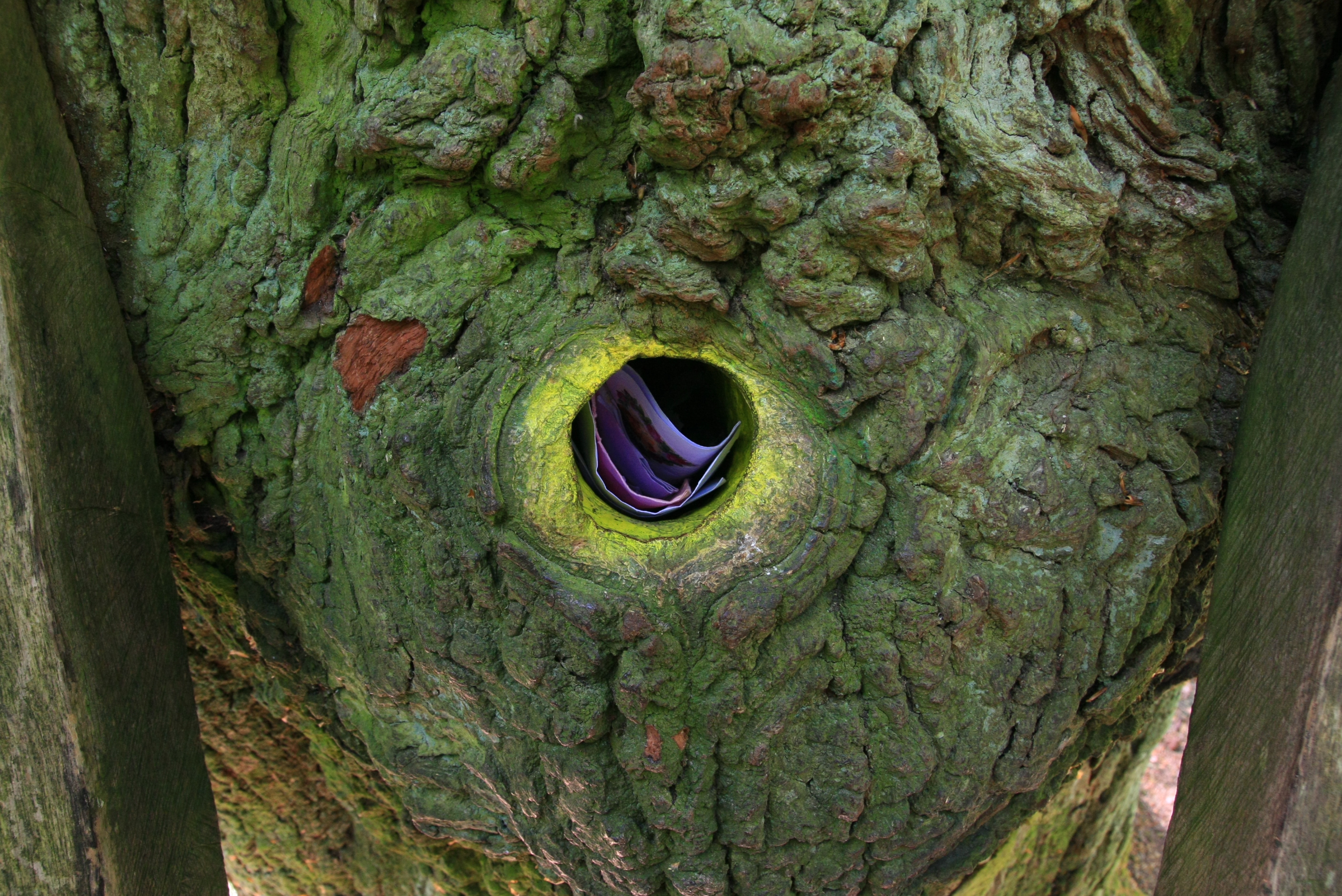
De boomholte waar de brieven bezorgd worden.

De bruidegomseik ligt aan een bospad dat uitkomt op de B76 richting Plön aan het einde van Eutin. Een klein bordje wijst de locatie van de boom aan. Vanwege de voorgeschiedenis en de daaropvolgende mond-tot-mondreclame stuurden mensen van over de hele wereld brieven naar de boom. Het gevolg was dat er in 1927 een postbode werd aangesteld om de brieven te bezorgen. Vandaag de dag is het adres: Bräutigamseiche, Dodauer Bos, 23701 Eutin.
De post wordt bezorgd van maandag tot en met zaterdag tussen 12:00 en 15:00 uur. Er worden tot 40 brieven per dag bezorgd die gericht zijn aan de boom. De brieven komen uit binnen- en buitenland. De brieven worden aan het eind van een ladder op een hoogte van drie meter in een holte in de boom met een doorsnee van 30 centimeter gelegd. Het briefgeheim is niet van toepassing op de post die naar de boom verstuurd wordt. De brieven bevatten verwachtingen en wensen van de briefschrijvers. Iedereen kan de brieven meenemen en beantwoorden. Zowel mannen als vrouwen lezen de brieven.
Dankzij de correspondentie van de briefschrijvers zijn er meer dan honderd huwelijken gesloten. Sommige huwelijken zijn voltrokken tussen mensen uit verschillende landen. De postbode die de post van de eik bezorgde is naar aanleiding van een tv-show uit de jaren 90 aangeschreven door een vrouw waar hij later mee trouwde.
Op 25 april 2009 is de eik zelf getrouwd met de kastanjeboom de Himmelgeister Kastanie te Himmelgeist, een wijk van Düsseldorf. Deze laatste kastanje had tot 2015 ook een eigen postadres.